# La osa hormiguera de su majestad
La osa hormiguera de su majestad es una pintura al óleo sobre lienzo fechada en 1776, conservada en el Museo Nacional de Ciencias Naturales de Madrid, procedente del Real Gabinete de Historia Natural. La obra fue encargada por el rey Carlos III a Anton Raphael Mengs, su pintor de cámara, y se atribuye su ejecución a Francisco de Goya.

## Historia
La pintura es un retrato a tamaño natural de la osa hormiguera llegada a Madrid desde Buenos Aires en los primeros días de julio de 1776 como regalo al rey. Tras su presentación en Palacio Real, donde el rey la vio en su mismo cuarto y observó lo mansa que era, se ordenó su traslado a la Casa de Fieras del Buen Retiro y debió de ser entonces también cuando se encargara su retrato a Mengs, como consta por la notificación firmada por Matías Martínez López, tesorero del Buen Retiro, al informar el 31 de enero de 1777 del fallecimiento del animal «que S. M. hizo retratar a Don Antonio Rafael Megns» (sic). Sin embargo, la minuta dada en el Real Sitio de San Ildefonso el 17 de septiembre, por la que se ordenaba el pago de quince doblones de a sesenta reales por la pintura en oficio dirigido a Antonio de la Quadra, director de general de correos, no citaba el nombre del pintor que, bajo la dirección de Mengs y por orden del rey, había retratado a la osa hormiguera, pero dejaba claro que no había sido el propio pintor de cámara el autor sino alguien en quien había delegado y trabajado a sus órdenes.

## Descripción
La osa aparece retratada de perfil, bien estudiada su anatomía, en un paisaje de lomas verdes y azules grisáceas y un celaje blanco que torna a azul, de modo que recuerda los fondos de paisaje de algunos de los cartones para tapiz pintados por Goya en fechas próximas. En un segundo plano el mismo animal se representa dormido, hecho un ovillo sobre sí mismo, junto a un monolito o pirámide truncada en el que figura una inscripción explicativa:

Este Animal se llama Oso Hormiguero / Porque en el campo se mantiene con Hor-/migas. Se ha copiado al natural por el / que está en la Casa de Fieras del Retiro. / En julio de 1776. vino de Bunosayres donde / se crían bastantes de su especia. Tiene / treinta meses, y crecerá hasta seis o sie-/te años.

La llegada de la osa hormiguera a Madrid, atendiendo a los deseos del monarca de hacerse con todo género de animales exóticos de sus dominios para su estudio en el Real Gabinete, fue también motivo de interés popular como acredita un grabado abierto por las mismas fechas del que hay estampa en el British Museum, donde se atribuye la autoría del grabado a Andrés de la Muela y de la invención a Goya, aunque hay alguna diferencia con la pintura. El grabado, anunciado en la Gazeta de Madrid del 10 de septiembre de 1776, a la venta en la Librería de Esparza en la Puerta del Sol, y de nuevo el 15 de abril de 1777, en esta ocasión junto con la estampa de un «monstruoso pescado de 26 varas de largo y 16 de grueso, que en 11 de Febrero de este año arrojó el mar á la playa de la Barrosa, junto á la torre del Puerco, en la Villa de Chiclana», llevaba una larga inscripción explicativa:

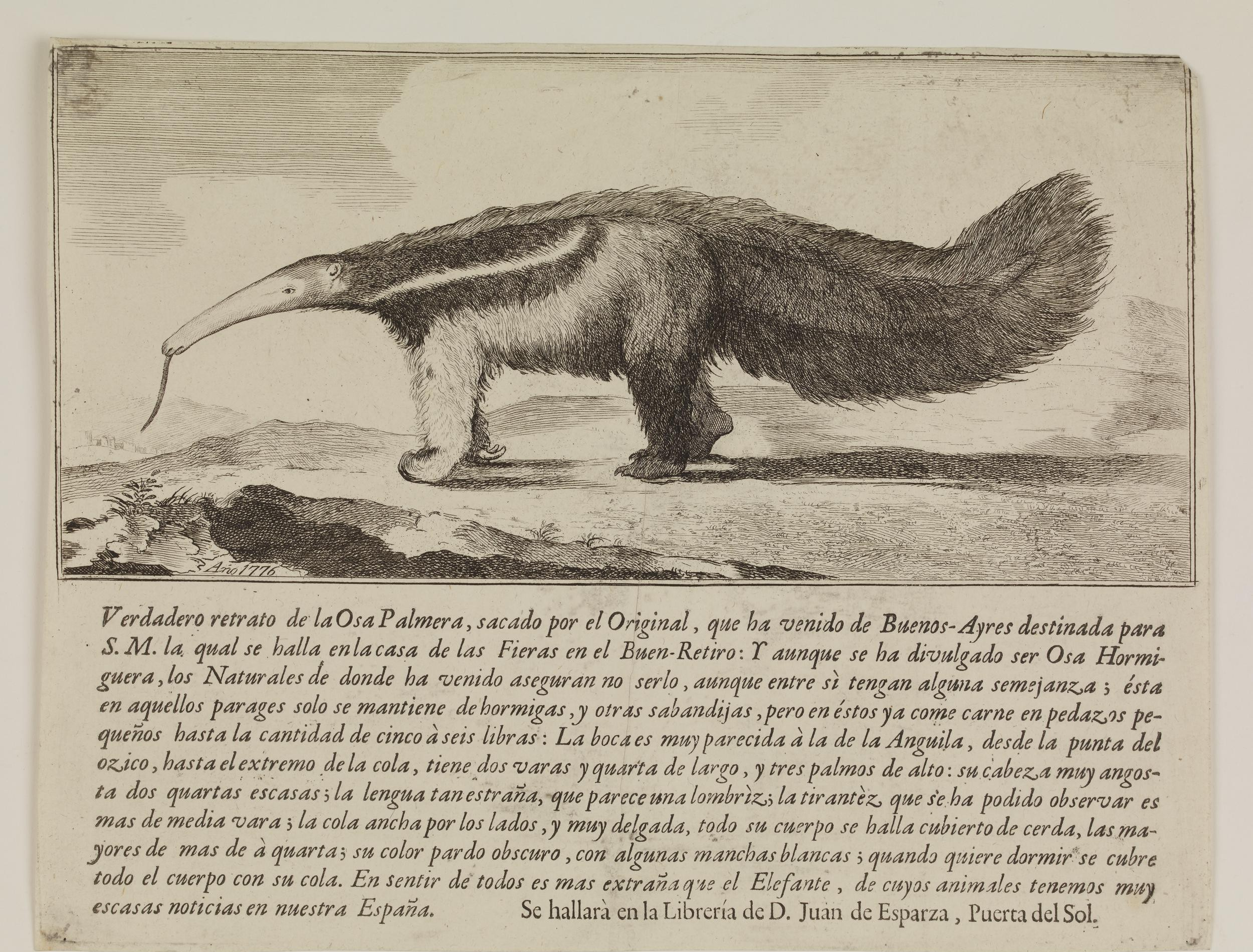
Verdadero retrato de la Osa Palmera, 1776. Aguafuerte, 214 x 276 mm. Londres, The British Museum. Atribuido a Andrés de la Muela según Goya.

«Verdadero retrato de la Osa Palmera, sacado por el Original, que ha venido de Buenos-Ayes destinada para / S. M. la qual se halla en la casa de las Fieras del Buen-Retiro: Y aunque se ha divulgado ser Osa Hormi-/guera, los Naturales de donde ha venido aseguran no serlo, aunque entre sí tengan algunas semejanzas; ésta / en aquellos parages solo se mantiene de hormigas, y otras sabandijas, pero en estos ya come carne en pedazos pe-/queños hasta la cantidad de cinco a seis libras: La boca es muy parecida a la de la Anguila; desde la punta del / ozico hasta el extremo de la cola tiene dos varas y quarta de largo , y tres palmos de alto: su cabeza muy angos-/ ta dos quartas escasas; la lengua tan extraña, que parece una lombriz; la tirantez que se ha podido observar es / áde media vara; la cola ancha por los lados, y muy delgada, todo su cuerpo se halla cubierto de cerda, las ma-/yores de más de a quarta; su color pardo obscuro, con algunas manchas blancas; quando quiere dormir se cubre / todo el cuerpo con su cola. En sentir de todos es más extraña que el Elefante, de cuyos animales tenemos muy / escasas noticias en nuestra España.